# Euprosopia punctifacies
Euprosopia punctifacies är en tvåvingeart som beskrevs av Malloch 1928. Euprosopia punctifacies ingår i släktet Euprosopia och familjen bredmunsflugor. Inga underarter finns listade i Catalogue of Life.